# Esperanto Filmoj
Esperanto Filmoj est une société américano-mexicaine de production pour le cinéma et la télévision. Basée à Sherman Oaks, en Californie,, elle appartient au réalisateur Alfonso Cuarón.
Son nom a été inventé par Guillermo del Toro, qui appelle le cinéma « le nouvel espéranto ». Filmoj est le mot pour films en espéranto, et Cuarón a publiquement apporté son soutien à cette langue internationale construite, disant qu’elle le fascinait.
Une société associée est Producciones Anhelo, propriété de Jorge Vergara, homme d’affaires mexicain comme Alfonso Cuarón. 

## Filmographie
- 2004 : Mexican Kids (Temporada de patos) de Fernando Eimbcke
- 2004 : Investigations (Crónicas) de Sebastián Cordero
- 2004 : The Assassination of Richard Nixon de Niels Mueller
- 2006 : Le Labyrinthe de Pan (El laberinto del fauno) de Guillermo del Toro
- 2007 : Año uña de Jonás Cuarón
- 2008 : Rudo y Cursi de Carlos Cuarón
- 2013 : Gravity d'Alfonso Cuarón
- 2014 : Believe (série télévisée)
- 2018 : Roma d'Alfonso Cuarón
- 2020 : Sacrées Sorcières (The Witches) de Robert Zemeckis